# Saád Andor
Saád Andor (Liptóújvár, 1904. február 24. – Miskolc, 1977. március 20.) orvos, régész.

## Életrajza
Saád Andor 1904-ben született Liptóújváron. Családjával 1920-ban költözött Diósgyőrbe, mert édesapja itt kapta meg az állami erdészet főorvosi állását. Új lakóhelyük, a Vár utca 22 volt az a ház, ahol 1852-től 1867-ig a híres színésznő, Déryné Széppataki Róza is élt. A házhoz közel nyílt a Diósgyőrtapolcai-barlang bejárata.
Saád már ifjú korában figyelemmel kísérte a Bükk barlangjainak feltárását, Kadić Ottokár és Hillebrand Jenő mellett elleste a régészet gyakorlati tudnivalóit. Az itt szerzett élményei egy életre szóltak. Orvosnak tanult, de nehéz munkája mellett mindig feltöltődött, ha a Bükköt járta, és felkereste a híres régészeti lelőhelyeket, s  maga is gyarapította ezek számát.

## Munkássága
Nevéhez fűződik a Tatár-árki-barlang ásatása. Dolgozott Nemeskéri János antropológussal a Sólyom-kúti-sziklaüregben, a Kő-lyukban, és a világhírű Szeleta-barlangban is. Vértes Lászlóval baráti kapcsolatban volt, aki miskolci útjai alkalmával mindig számíthatott a Saád család segítségére. 1950-ben meg is látogatta Vértes László ásatását Szilvásváradon, az Istállós-kői-barlangban. Tanulmányt írt A Miskolc környéki ősember és a barlangkutatás rövid története és legfontosabb eredményei címmel. 1973-ban pedig átadta a múzeumnak kéziratait, fotóit is, melyeket a Herman Ottó Múzeum régészeti adattára őriz. Itt található Thoma Andor képeslapja, és cikkeinek különnyomatai is.
Roska Márton régésszel is levelezett a Korlát–Ravaszlyuktető mezolitikus lelőhelyének kapcsán. Korláton Saád is jelentős kőeszközöket gyűjtött, 1958-ban cikket is írt róla a Folia Archaeológicában.
Vértes László pedig a Ravaszlyuktető nagy mezolit telepének leleteit, vakarókat, pengéket, levélhegyszerű eszközöket Saád Andor rajzaival illusztrálta az őskőkorról írt kézikönyvében.
Az 1950-es években sorra látogatta a földvárakat is. Őskori leleteket gyűjtött Felsődobszán, Gibárton, a perei halmoknál. Abaújváron, Kácson, Cserépfalu határában többnyire középkori kerámiákat. Cserépfalunál, Cserépváralján és Szomolyán pedig a kaptárkövekre figyelt fel. Többször sorra végigjárta a nyíltszíni őskőkori lelőhelyeket; így a Vértes Arka–Herzsarét lelőhelyét, s ennek közelében, a Fekete-patak alacsony teraszát is.
Közvetlen modora segítségével könnyen szóra bírta azokat is, akikkel először találkozott, több lelőhelyről így értesült. Élete vége felé a temetők állapota foglalkoztatta. Összegyűjtötte a hámori temetőben a Fazola család sírfeliratait, és azokat a vasszekrényes síremlékeket, melyek a 19. században működő vasgyár tisztségviselőinek állítottak emléket. Mezőkövesden lejegyezte az 1849-es szabadságharcban elesett honvédek sírfeliratait. Fontosnak tartotta az elődök hagyatékának gondozását. Sokat tett azért, hogy a Szeleta-barlang keleti falára Herman Ottó tiszteletére emléktábla kerüljön.